# Un uomo chiamato Sloane
Un uomo chiamato Sloane (A Man Called Sloane) è una serie televisiva statunitense in 12 episodi trasmessi per la prima volta nel corso di una sola stagione nel 1979.
È una serie d'azione e spionaggio incentrata sulle vicende di una spia statunitense. Non riuscì a conquistare il pubblico e fu cancellata dopo solo 12 episodi. Un anno dopo la NBC trasmise un film per la televisione intitolato Death Ray 2000, che è in realtà l'originale pilot della serie. Il film è interpretato da Robert Logan nel ruolo di Sloane.

## Trama
Thomas R. Sloane III è una spia freelance che assume incarichi occasionali per la UNIT, un'agenzia segreta dell'intelligence statunitense gestita da un uomo chiamato "il direttore". KARTEL è la malvagia organizzazione segreta che è la nemesi di UNIT. Sloane è affiancato dal fedele compagno Torque ed è assistito dal supercomputer E.F.I. detto "Effie".

## Personaggi e interpreti
- Thomas Remington Sloane III (12 episodi, 1979), interpretato da Robert Conrad.
- Il Direttore (12 episodi, 1979), interpretato da Dan O'Herlihy.
- Torque (12 episodi, 1979), interpretato da Ji-Tu Cumbuka.

## Produzione
La serie, ideata da Cliff Gould, fu prodotta da Woodruff Productions e Quinn Martin Productions Le musiche furono composte da Don Bagley e Les Hooper.

### Registi
Tra i registi della serie sono accreditati:
- Michael Preece in 4 episodi (1979)
- Ray Austin
- Robert Conrad
- Winrich Kolbe
- Alan J. Levi
- Liz Lindberg
- Jack Starrett
- Lewis Teague

### Sceneggiatori
Tra gli sceneggiatori della serie sono accreditati:
- Gerald Sanford in un episodio (1979)
- Peter Allan Fields

## Distribuzione
La serie fu trasmessa negli Stati Uniti dal 22 settembre 1979 al 22 dicembre 1979 sulla rete televisiva NBC. In Italia è stata trasmessa dal 1981 su reti locali con il titolo Un uomo chiamato Sloane.
Alcune delle uscite internazionali sono state:
- negli Stati Uniti il 22 settembre 1979 (A Man Called Sloane)
- in Francia l'8 marzo 1981 (Sloane, agent spécial)
- in Italia (Un uomo chiamato Sloane)

## Episodi
| Stagione       | Episodi | Prima TV USA |
| -------------- | ------- | ------------ |
| Prima stagione | 12      | 1979         |